# Porton Down
Porton Down è un'azienda britannica.

## Storia

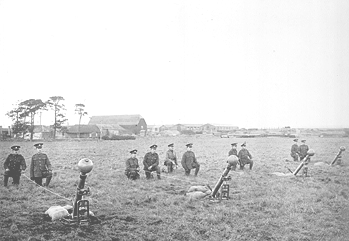
Stazione sperimentale degli Ingegneri Reali a Porton Down durante la prima guerra mondiale

Porton Down venne fondato a Porton per ospitare laboratori di Scienza e Tecnologia della Difesa britannica. L'importante centro di ricerca chimica e microbiologica vi ha sede dal 1916.

## Descrizione
Porton Down è un campus di scienza e tecnologia della difesa nel Wiltshire, in Inghilterra, appena a nord-est del villaggio di Porton, vicino a Salisbury. Ospita strutture governative britanniche e svolge attività di ricerca per le forze armate del Regno Unito e la sicurezza pubblica. Gran parte di questo lavoro è segreto e questo ha portato alla nascita di molti miti, malintesi e polemiche sulle attività che vi si svolgono. Il livello di segretezza è elevato, con accesso limitato e guardie armate.

## Aree di specializzazione

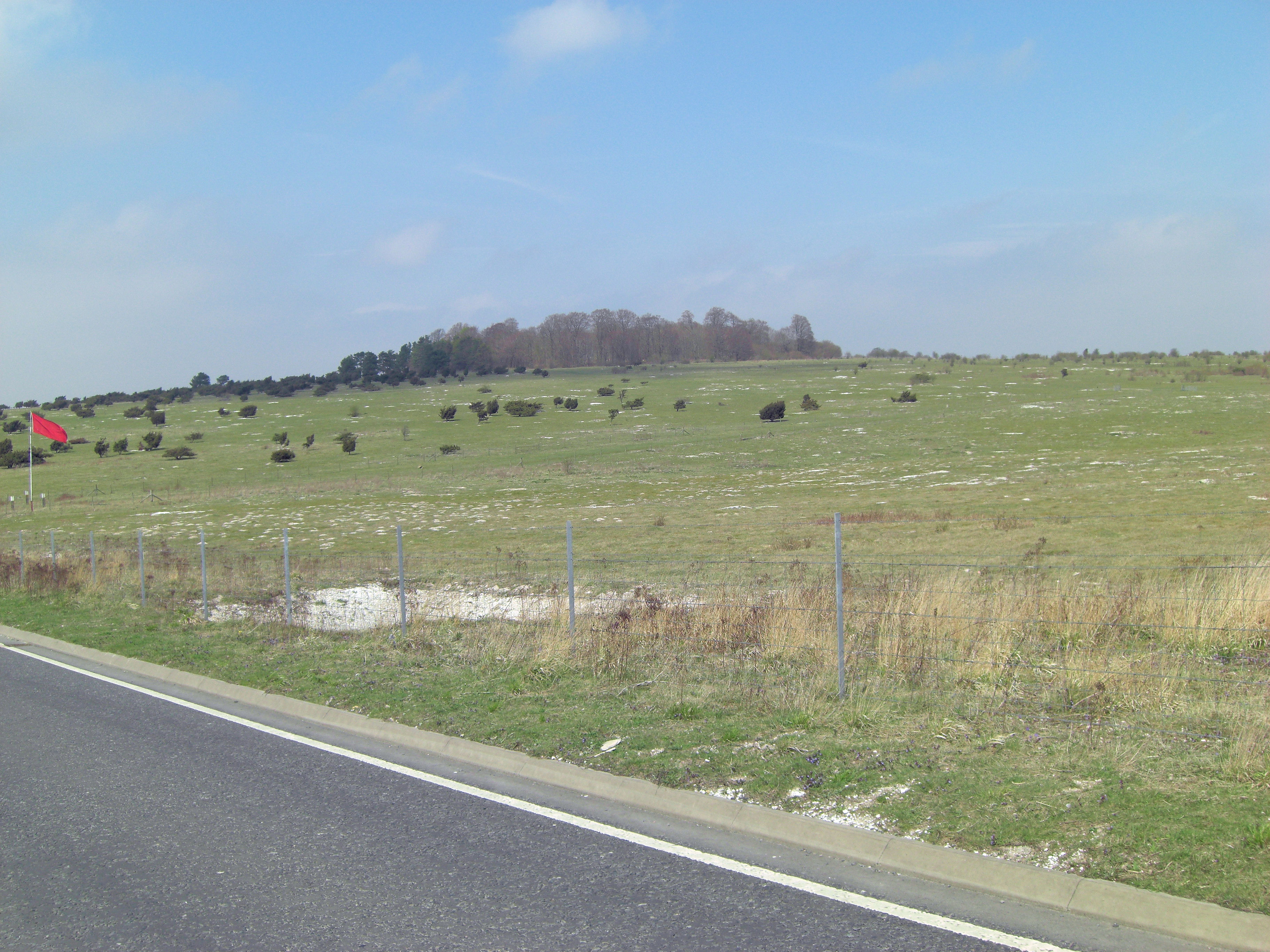
Area SSSI

- Chemical and Biological Weapons (Armi chimiche e biologiche). Il programma di armi chimiche e biologiche nazionale è stato chiuso negli anni cinquanta del XX secolo. Da allora l'attività si svolge nello studio di contromisure efficaci alle armi chimiche e biologiche.[3]
- DSTL. Il Defence Science and Technology Laboratory (DSTL) è la principale struttura del complesso e svolge un ruolo chiave nella ricerca e sviluppo di tecnologie militari e di difesa.[4]
- UK Health Security Agency. Sede a Porton Down dedicata alla protezione della salute pubblica.[5]
- Porton Science Park. Dal 2018, una parte del campus è sede di Porton Science Park, un'iniziativa che coinvolge aziende del settore privato nel campo della salute, delle scienze della vita, della difesa e della sicurezza.[6]
- SSSI. Porton Down è anche un Sito di Speciale Interesse Scientifico (SSSI), che copre oltre 1500 ettari e comprende la più grande area ininterrotta di prateria calcarea e gessosa semi-naturale della Gran Bretagna. Inoltre è anche un'Area Speciale di Conservazione (ZSC) e una Zona di Protezione Speciale (ZPS). Costituisce un habitat che oltre alla prateria ospita vaste aree di macchia mista, tra cui ginepri, e boschi di latifoglie, misti e conifere.[7]